# Amílcar Martins Filho
Amílcar Vianna Martins Filho (Belo Horizonte, 21 de junho de 1949) é um político, historiador, professor universitário e bibliófilo brasileiro.  

## Biografia
Natural da capital mineira e filho do médico e pesquisador Amílcar Vianna Martins é licenciado em História pela Faculdade de Filosofia e Ciências Humanas da UFMG em 1974. Tem mestrado em Ciência política pela mesma universidade, além de mestrado e doutorado em História pela Universidade de Illinois em Urbana-Champaign.
Atua desde 1980 como professor adjunto de história econômica na Faculdade de Ciências Econômicas da Universidade Federal de Minas Gerais.
Filiado ao Partido da Social Democracia Brasileira (PSDB), ocupou os cargos de vereador e secretário em Belo Horizonte, de deputado estadual por Minas Gerais e de secretário na gestão de Eduardo Azeredo.
Durante sua passagem de duas legislaturas na Câmara Municipal de Belo Horizonte, ocupou a presidência da casa no biênio 1993-1994. No gabinete do governador, comandou as pastas da Casa Civil, da Comunicação Social e da Cultura. Entre 2003 e 2007, foi presidente da Fundação João Pinheiro, vinculada à Secretaria de Estado de Planejamento e Gestão.
Foi o Candidato do PSDB à Prefeitura de Belo Horizonte em 1996, mas não se elegeu, sendo derrotado por Célio de Castro (PSB) no 2º turno.
Atualmente ocupa a cadeira nº 04 da Academia Mineira de Letras.